# So sánh các phần mềm BitTorrent
Bảng dưới đây so sánh tổng thể và thông tin công nghệ của các chương trình hỗ trợ giao thức BitTorrent. Để biết thêm chi tiết về từng chương trình ấn chuột vào tên chương trình tương ứng. Bảng so sánh này chưa bao gồm tất cả các chương trình BitTorrent hiện có và có thể chưa cập nhật những chức năng mới nhất của các chương trình.

## Tính năng
| Chương trình BitTorrent             | FLOSS    | Chạy trên Linux/Unix | Chạy trên Windows | Chạy trên Mac OS X | Số tệp torrent hiệu lực tối đa | Hỗ trợ Super-seeding | Tracker        | Malware-free | Hỗ trợ UPnP Ánh xạ cổng | Hỗ trợ NAT traversal | Hỗ trợ DHT   | Hỗ trợ Peer exchange | Hỗ trợ giao thức mã hóa BitTorrent |
| ----------------------------------- | -------- | -------------------- | ----------------- | ------------------ | ------------------------------ | -------------------- | -------------- | ------------ | ----------------------- | -------------------- | ------------ | -------------------- | ---------------------------------- |
| ABC [Yet Another BitTorrent Client] | Có       | Phiên bản cũ         | Có                | Không              | ∞                              | Có                   | Không          | Có           | Có                      | Không                | Không        | Không                | Không                              |
| Acquisition                         | Không    | Không                | Không             | Có                 | ?                              | Không                | Không          | Có           | Không                   | Không                | Không        | ?                    | Không                              |
| Anatomic P2P                        | Có       | Có                   | Có                | Có                 | ∞                              | Có                   | Có (tải riêng) | Có           | Có                      | ?                    | ?            | ?                    | Không                              |
| Arctic Torrent                      | Có       | Không                | Có                | Không              | ∞                              | Không                | Không          | Có           | Không                   | Không                | Không        | ?                    | Không                              |
| BitComet                            | Không    | Không                | Có                | Không              | ∞                              | Không                | Có (tải riêng) | Có           | Có                      | Có                   | Có           | Có                   | Có                                 |
| BitLord                             | Không    | Không                | Có                | Không              | ∞                              | Không                | Không          | Adware       | Có                      | Có                   | Không        | ?                    | Không                              |
| BitTornado                          | Có       | Có                   | Có                | Có                 | ∞                              | Có                   | Có             | Có           | Có                      | Không                | Không        | Có                   | Không                              |
| BitTorrent / Mainline               | Có       | Có                   | Có                | Có                 | ∞                              | Không                | Có             | Có           | Có                      | Không                | Có           | ?                    | Không                              |
| BitSpirit                           | Không    | Không                | Có                | Không              | ∞                              | Có                   | Không          | Có           | Có                      | Có                   | Có           | ?                    | Không                              |
| Bits on Wheels                      | Không    | Không                | Không             | Có                 | ∞                              | Không                | Không          | Có           | Không                   | ?                    | Không        | ?                    | Không                              |
| Blizzard Downloader                 | Không    | Không                | Có                | Có                 | 1                              | Không                | Không          | Có           | Không                   | Không                | Không        | ?                    | Không                              |
| Blog Torrent                        | possibly | Không                | Có                | Có                 | 3                              | ?                    | Có             | ?            | ?                       | ?                    | ?            | ?                    | ?                                  |
| BtManager                           | Có       | Có                   | Có                | Có                 | ?                              | ?                    | ?              | ?            | ?                       | ?                    | ?            | ?                    | Không                              |
| burst!                              | Có       | Không                | Có                | Không              | 20                             | Có                   | Không          | Có           | ?                       | ?                    | ?            | ?                    | Không                              |
| CTorrent                            | Có       | Có                   | Không             | Không              | ∞                              | ?                    | ?              | ?            | ?                       | ?                    | ?            | ?                    | Không                              |
| eDonkey2000                         | Không    | Có                   | Có                | Có                 | ?                              | ?                    | ?              | Adware       | ?                       | ?                    | ?            | ?                    | Không                              |
| freeloader                          | Có       | Có                   | Không             | Không              | ∞                              | ?                    | Không          | Có           | ?                       | ?                    | ?            | ?                    | Không                              |
| G3 Torrent                          | Có       | Không                | Có                | Không              | ∞                              | Không                | Không          | Có           | Không                   | Không                | Không        | ?                    | Không                              |
| Gnome BitTorrent                    | Có       | Có                   | Không             | Không              | ∞                              | ?                    | Không          | Có           | ?                       | ?                    | Không        | Không                | Không                              |
| KTorrent                            | Có       | Có                   | Không             | Không              | ?                              | Không                | Không          | Có           | Có                      | Không                | Alpha        | Không                | Alpha                              |
| Localhost                           | Có       | Có                   | Có                | Không              | ∞                              | Có                   | Có sẵn         | Có           | Có                      | Có                   | Có (yêu cầu) | ?                    | Không                              |
| MLNet                               | Có       | Có                   | Có                | Có                 | ∞                              | Không                | Không          | Có           | Không                   | ?                    | Không        | ?                    | Không                              |
| MooPolice                           | Không    | Không                | Có                | Không              | ∞                              | Không                | Không          | Có           | Có                      | Không                | Có           | Có                   | Không                              |
| Opera 9 browser                     | Không    | Có                   | Có                | Có                 | ∞                              | ?                    | Không          | Có           | Không                   | ?                    | ?            | Không                | Không                              |
| QTorrent                            | Có       | Có                   | Không             | Không              | ∞                              | Không                | Không          | Có           | Không                   | Không                | Không        | Không                | Không                              |
| rtorrent                            | Có       | Có                   | Không             | Có                 | ∞                              | Không                | Không          | Có           | Không                   | Không                | Không        | ?                    | Không                              |
| Rufus                               | Có       | Có                   | Có                | Không              | ∞                              | Không                | Không          | Có           | ?                       | Không                | Không        | ?                    | Không                              |
| Shareaza                            | Có       | Không                | Có                | Không              | 10                             | Không                | Không          | Có           | Có                      | Không                | Có           | ?                    | Không                              |
| sharktorrent                        | Có       | Không                | Không             | Có                 | ?                              | ?                    | ?              | Có           | ?                       | ?                    | ?            | ?                    | Không                              |
| Tomato Torrent                      | Có       | Không                | Không             | Có                 | ?                              | ?                    | ?              | Có           | ?                       | ?                    | ?            | ?                    | Không                              |
| TorrentFlux                         | Có       | Có                   | Có                | Có                 | ∞                              | Có                   | Không          | Có           | Có                      | Không                | Có           | Không                | Không                              |
| Transmission                        | Có       | Có                   | Không             | Có                 | 50                             | Không                | Không          | Có           | Không                   | Không                | Không        | ?                    | Không                              |
| Turbo Torrent                       | Không    | Không                | Có                | Không              | ∞                              | Có                   | Có sẵn         | Không        | Có                      | Không                | Không        | ?                    | Không                              |
| TorrentSpy Rufus                    | Có       | Không                | Có                | Không              | ∞                              | Không                | Không          | Adware       | ?                       | ?                    | Không        | ?                    | Không                              |
| µTorrent                            | Không    | Không                | Có                | Có                 | ∞                              | Có                   | Có sẵn         | Có           | Có                      | Không                | Có           | Có                   | Có                                 |
| Vuze (Azureus trước đây)            | Có       | Có                   | Có                | Có                 | ∞                              | Có                   | Có sẵn         | Có           | Có                      | Chỉ có DHT           | Có           | Có                   | Có                                 |
| WizBit                              | Có       | Không                | Không             | Không              | ?                              | Không                | Không          | Có           | Không                   | Không                | Không        | Không                | Không                              |
| XBT Client                          | Có       | Không                | Có                | Không              | ∞                              | Có                   | Có             | Có           | Có                      | ?                    | Không        | ?                    | Không                              |
| ZipTorrent                          | Không    | Không                | Có                | Không              | ?                              | ?                    | ?              | Có           | Có                      | Không                | ?            | ?                    | Không                              |
| Chương trình BitTorrent             | FLOSS    | Chạy trên Linux/Unix | Chạy trên Windows | Chạy trên Mac OS X | Số tệp torrent hiệu lực tối đa | Hỗ trợ Super-seeding | Tracker        | Malware-free | Hỗ trợ UPnP Ánh xạ cổng | Hỗ trợ NAT traversal | Hỗ trợ DHT   | Hỗ trợ Peer exchange | Hỗ trợ giao thức mã hóa BitTorrent |

## Tính năng (tiếp tục)
| BitTorrent client                   | Ngôn ngữ lập trình          | Nền tảng                            | Giao diện                                             | Có sẵn disk cache | Supports Web Seeding | Hỗ trợ Broadcatching (RSS) | Hỗ trợ ưu tiên | Hỗ trợ lựa chọn tải về | Hỗ trợ SOCKS cho kết nối ngoài | Điều khiển từ xa Web | Cơ chế tìm kiếm torrent      |
| ----------------------------------- | --------------------------- | ----------------------------------- | ----------------------------------------------------- | ----------------- | -------------------- | -------------------------- | -------------- | ---------------------- | ------------------------------ | -------------------- | ---------------------------- |
| ABC [Yet Another BitTorrent Client] | Python                      | BitTornado                          | GUI và web                                            | ?                 | Có                   | Không                      | Có             | Có                     | ?                              | Có                   | Có (tải riêng)               |
| Acquisition                         | Objective-C và Cocoa        | Limewire                            | GUI                                                   | ?                 | Không                | Không                      | Không          | Không                  | Không                          | Không                | Không                        |
| Anatomic P2P                        | Python                      | BitTornado                          | GUI and old CLI                                       | ?                 | Có                   | ?                          | ?              | ?                      | ?                              | ?                    | ?                            |
| Arctic Torrent                      | C++                         | libtorrent                          | GUI                                                   | ?                 | Không                | Không                      | Không          | Không                  | Không                          | Không                | Không                        |
| Azureus                             | Java và SWT                 | -                                   | GUI, CLI, Telnet, Web, XMLoverHTTP remote control API | Có                | Có                   | Có (bổ sung)               | Có             | Có                     | Có                             | Có (bổ sung)         | Bổ sung qua hãng thứ 3       |
| BitComet                            | C++                         | ?                                   | GUI                                                   | Có                | Không                | Không                      | Có             | Có                     | Có                             | Không                | Có sẵn trong trình duyệt web |
| BitLord                             | C++                         | BitComet                            | GUI                                                   | Có                | Không                | Không                      | Có             | Có                     | Có                             | Không                | Có sẵn trong trình duyệt web |
| BitTornado                          | Python                      | BitTorrent                          | GUI và CLI                                            | ?                 | Có                   | Không                      | Có             | Có                     | Không                          | Không                | Không                        |
| BitTorrent / Mainline               | Python                      | -                                   | GUI và CLI                                            | ?                 | Không                | Không                      | Không          | Không                  | Không                          | Không                | Có                           |
| BitSpirit                           | C++                         | BitComet                            | GUI                                                   | ?                 | Không                | Không                      | Có             | Có                     | Có                             | Không                | Không                        |
| Bits on Wheels                      | Objective-C và Cocoa        | -                                   | GUI                                                   | ?                 | ?                    | ?                          | ?              | Không                  | ?                              | Không                | ?                            |
| Blizzard Downloader                 | ?                           | BitTorrent client for early version | GUI                                                   | ?                 | Không                | Không                      | Không          | Không                  | ?                              | Không                | Không                        |
| Blog Torrent                        | ?                           | BitTorrent client for early version | GUI                                                   | ?                 | Không                | Không                      | Không          | Không                  | ?                              | Không                | Không                        |
| BtManager                           | Python                      | ?                                   | GUI                                                   | ?                 | ?                    | ?                          | ?              | ?                      | ?                              | ?                    | ?                            |
| burst!                              | Python                      | ?                                   | GUI                                                   | ?                 | ?                    | ?                          | ?              | Không                  | ?                              | ?                    | ?                            |
| CTorrent                            | C++                         | ?                                   | CLI                                                   | ?                 | ?                    | ?                          | ?              | Có                     | ?                              | ?                    | ?                            |
| eDonkey2000                         | C++                         | ?                                   | GUI                                                   | ?                 | ?                    | ?                          | ?              | ?                      | ?                              | ?                    | ?                            |
| freeloader                          | Python                      | ?                                   | GUI                                                   | ?                 | ?                    | Không                      | ?              | ?                      | ?                              | Không                | Không                        |
| G3 Torrent                          | Python                      | BitTorrent                          | GUI and web                                           | ?                 | Không                | Có                         | Có             | Có                     | Không                          | Có                   | Không                        |
| Gnome BitTorrent                    | Python                      | ?                                   | GUI                                                   | ?                 | Không                | Không                      | ?              | ?                      | ?                              | Không                | Không                        |
| KTorrent                            | C++                         | -                                   | GUI                                                   | ?                 | Không                | Không                      | Alpha          | Có                     | ?                              | Không                | Có sẵn trong trình duyệt web |
| Localhost                           | Java và SWT                 | Azureus                             | Web                                                   | Có                | Không                | Bổ sung                    | Có             | Có                     | Có                             | Bổ sung              | Có                           |
| MLNet                               | Ocaml                       | -                                   | CLI, Telnet, Web, Remote GUI                          | ?                 | Không                | Không                      | Có             | Có                     | Không                          | Có                   | GUI của hãng thứ 3           |
| MooPolice                           | C++                         | libtorrent                          | GUI                                                   | Không             | Không                | Không                      | Có             | Có                     | ?                              | Không                | Không                        |
| Opera 9 browser                     | C++                         | ?                                   | GUI                                                   | ?                 | Không                | ?                          | ?              | ?                      | ?                              | Không                | ?                            |
| QTorrent                            | C++                         | TheSHAD0W                           | GUI                                                   | ?                 | ?                    | ?                          | ?              | ?                      | ?                              | ?                    | ?                            |
| rtorrent                            | C++                         | libTorrent                          | CLI                                                   | ?                 | Không                | Không                      | Có             | Có                     | ?                              | Không                | Không                        |
| Rufus                               | Python                      | G3 Torrent                          | GUI and web                                           | ?                 | Không                | Có                         | Có             | Có                     | ?                              | Có                   | Không                        |
| Shareaza                            | C++                         | Shareaza core                       | GUI and web                                           | Có                | Không                | Không                      | Có             | Không                  | Không                          | Có                   | Có                           |
| sharktorrent                        | C++                         | Shareaza core                       | GUI                                                   | Có                | Không                | Không                      | Có             | Không                  | Không                          | Có                   | Có                           |
| Tomato Torrent                      | Cocoa                       | BitTorrent?                         | GUI                                                   | ?                 | ?                    | ?                          | ?              | ?                      | ?                              | ?                    | ?                            |
| TorrentFlux                         | PHP                         | BitTornado                          | Web                                                   | Có                | Có                   | Không                      | Không          | Có                     | Không                          | Có                   | Có                           |
| Transmission                        | C                           | -                                   | GUI and CLI                                           | ?                 | Không                | Không                      | Không          | Không                  | Không                          | Không                | Không                        |
| Turbo Torrent                       | Python                      | G3 Torrent                          | GUI and web                                           | ?                 | Không                | Không                      | Có             | Có                     | ?                              | Có                   | Có sẵn trong trình duyệt web |
| TorrentSpy Rufus                    | Python                      | Rufus                               | GUI                                                   | ?                 | Không                | Có                         | Có             | Có                     | ?                              | ?                    | ?                            |
| µTorrent                            | C++                         | -                                   | GUI and Web (alpha)                                   | Có                | Không                | Có                         | Có             | Có                     | Có                             | Alpha                | Có                           |
| WizBit                              | Python programming language | -                                   | Mobile phone GUI (alpha)                              | Không             | Không                | Không                      | Không          | ?                      | Không                          | Không                | Có                           |
| XBT Client                          | C++                         | -                                   | GUI and Web (alpha)                                   | ?                 | ?                    | ?                          | Có             | Có                     | ?                              | Có                   | ?                            |
| ZipTorrent                          | C++                         | libtorrent                          | GUI                                                   | ?                 | ?                    | Có                         | ?              | ?                      | ?                              | ?                    | ?                            |
| Chương trình BitTorrent             | Ngôn ngữ lập trình          | Nền tảng                            | Giao diện                                             | Có sẵn disk cache | Supports Web Seeding | Hỗ trợ Broadcatching (RSS) | Hỗ trợ ưu tiên | Hỗ trợ lựa chọn tải về | Hỗ trợ SOCKS cho kết nối ngoài | Điều khiển từ xa Web | Cơ chế tìm kiếm torrent      |